# Městský dům čp. 194 (Chotěboř)
Městský dům č.p. 194 je kulturní památka České republiky, stojí v městské památkové zóně v Chotěboři, v severozápadní části náměstí T. G. Masaryka, na rohu s Buttulovou ulicí. Dne 2. dubna 1820 se v domě později zvaném Buttulův, Kohoutův, nyní Zastávka194  narodil sbormistr František Buttula a je zde umístěna pamětní deska. Historii domu od roku 1582 do současnosti zaznamenává časová osa na stránkách www.zastavka194.cz. 

## Popis stavby
Dům je částečně podsklepený, jednopatrový. Vznikl na silně protáhlém pozemku v lokačně vymezené gotické parcelaci se štítovou orientací do náměstí. V roce 1790 došlo k rozdělení staršího objektu (původně č.p. 48) na dva nově číslované – z toho přední do náměstí po přečíslování začátkem devatenáctého století obdržel číslo popisné 194. Jádro objektu – tj.podsklepení a hlavní nosné zdivo – je středověkého či raně novověkého původu, následně byl dům přestavován.
Dnešní podoba architektury patrně pochází z období kolem roku 1812. Pozdější stavební úpravy se týkaly jen dílčích změn v dispozici a v technickém vybavení stavby. Dům nemá vyhraněnou stavebně konstrukční soustavu – v zásadě jde o konstrukční jednotrakt s dělením na tři travé – s masivními nosnými stěnami v netektonickém systému. Objekt je kryt symetrickou sedlovou střechou na klasickém tesařském krovu. Ve střední části domu se nachází původní komínové těleso, jež v půdním prostoru přechází atypicky z pravoúhlého na kruhový profil. Zdivo je smíšené – sklep a část přízemí v kamenném zdivu, novější části s převahou pálených cihel. Průčelí domu do náměstí je bohatě zdobeno architektonickými články v pozdně barokním až mírně klasicizujícím výrazu. Na jižní straně je přes uličku mezi řešeným a sousedním domem vyveden prampouch. Průchod pod ním je uzavřen novodobou kovanou mříží.

## Současnost

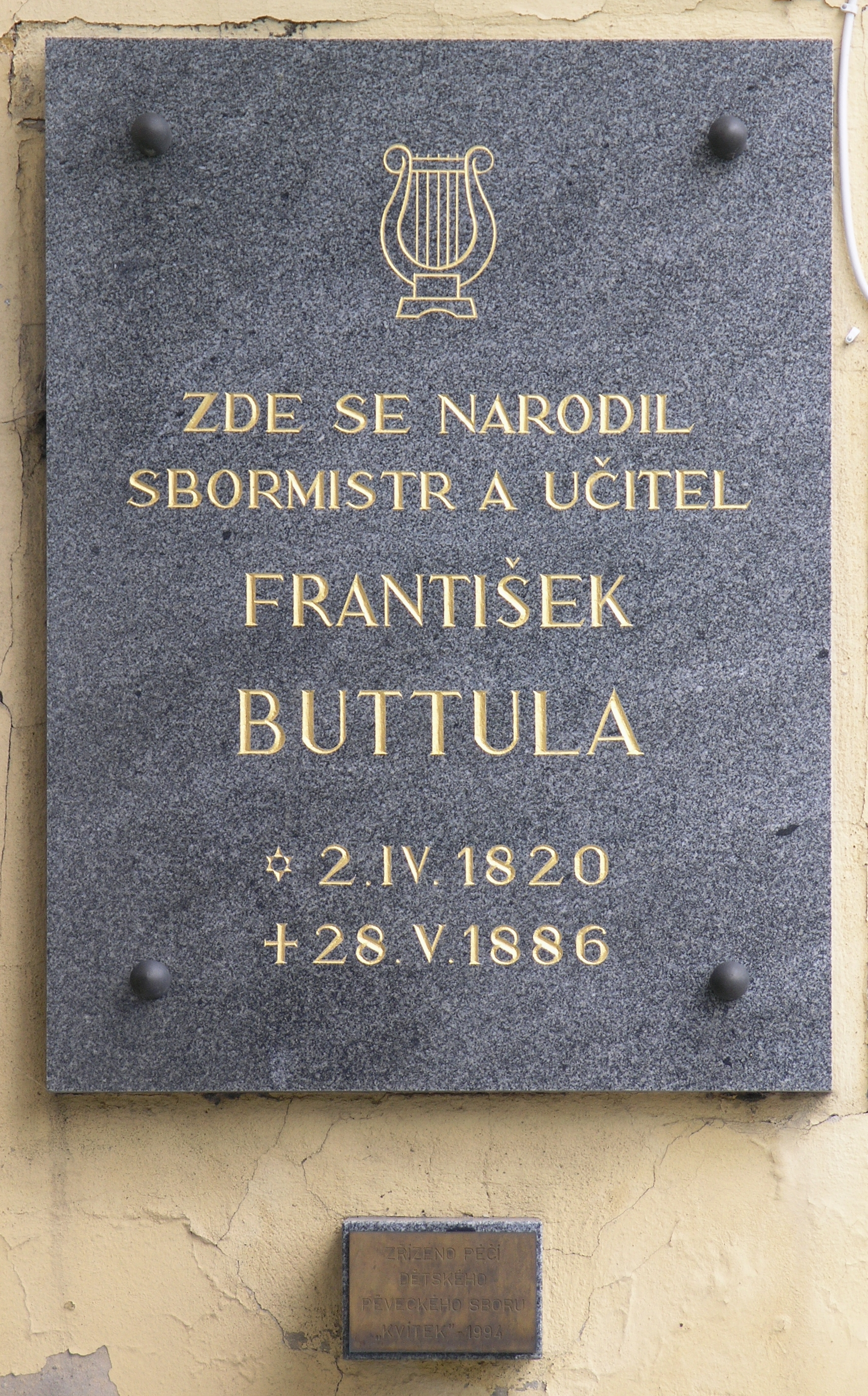
Pamětní deska Františka Buttuly

Od roku 2016 prochází objekt rekonstrukcí, o rehabilitaci stavby dle stavebně historického průzkumu pečuje zapsaný spolek Zastávka194. Otevřený komunitní prostor hostí mnoho aktivit, například spolku Dobrá společnost, Klubu Šalamounek a Spolku pro rozvoj svobodného vzdělávání.
V přízemí domu otevřel v roce 2020 Café Kohout, první patro je určeno workshopům a kroužkům, jako je jóga, šití bot, také BUTTULAB a v podkroví najdete sdílenou kancelář.
Veřejnosti se kulturní památka otevřela po sedmdesáti letech, kdy zavřel své papírnictví knihkupec, vydavatel a učitel hudby Karel Míšek.